# Tithrone catharinensis
Tithrone catharinensis är en bönsyrseart som beskrevs av Toledo Piza 1961. Tithrone catharinensis ingår i släktet Tithrone och familjen Acanthopidae. Inga underarter finns listade i Catalogue of Life.